# Rekowski II
Rekowski II (Wantoch-Rekowski, Wentoch-Rekowski, Wotoch-Rekowski, Wantoch II, Wentoch, Księżyc odmienny) – kaszubski herb szlachecki, według Przemysława Pragerta odmiana herbu Księżyc.

## Opis herbu
Opis z wykorzystaniem zasad blazonowania, zaproponowanych przez Alfreda Znamierowskiego:
W polu błękitnym półksiężyc z twarzą złoty, nad którym pięć takichż gwiazd (2 i 3). Klejnot: nad hełmem w koronie ogon pawi. Labry błękitne, podbite złotem.

## Najwcześniejsze wzmianki
Herb znany z kilku herbarzy polsko- i niemieckojęzycznych. Wymieniają go: Winckler (Die nationalitaten Pomerellens, jako Wentoch), Ledebur (Adelslexikon der preussichen Monarchie von..., jako Wentoch-Rekowski i Wentoch), badacz dziejów rodziny Franz Friedrich Hugo Wilhelm Michael von Wotocha-Rekowskiego (Versuch einer Geschlachte der aus Landen Bütow und Lauenberg in Pommern stammenden Adelsgeschlechter von Wotoch, von Styp, von Wrycz und von Gynz Rekowski, ale gwiazdy w pas), Mülverstedt (Die Wappen der von Wantoch-, von Gynz-, von Styp-, und von Wrycz-Rekowski, ale gwiazdy w układzie 3 i 2), Żernicki (Der polnische Adel jako Gustkowski i Wantuch), Nowy Siebmacher (jako Rekowski IV i Wentoch) oraz Ostrowski (Księga herbowa rodów polskich, jako Rekowski II).

## Rodzina Rekowskich
Rekowski to jedno z najbardziej znanych nazwisk kaszubskich. Pochodzi od wsi Rekowo. Wieś ta była od początku własnością odrębnych rodzin, które przyjmowały następnie wspólne nazwisko odmiejscowe. Wedle dokumentu z 1638, powołującego się na przywilej z 1528, w Rekowie siedziały rody: Wotoch, Stip, Dorzik, Mrozik oraz Fritz (Fritze, Friz). W XVIII-XIX wieku dzielili się na linie: Wantochów (Wotochów), Stypów, Wryczów (Wrycza) i Gynzów (Günz). Herb Rekowski II to jeden z kilku herbów przypisywanych linii Wantochów (Wotochów).

## Herbowni
Rekowski (Reckowski, Reckowsky, Rekoskie, Rekowsky) z przydomkiem Wotoch (Wantoch, Wentoch, Wętoch, Wotoch, Vandoch, Vantoch, Woytoch) m.in. w linii z Czarnej Dąbrowy, chociaż Pragert powątpiewa w słuszność tego przyporządkowania.
Wedle Żernickiego, herbu tego miała też używać rodzina Wantuch z Mazowsza, która dała początek Sulerzyckim oraz Gostkowscy z gałęzi Wantochów biorący nazwisko od Gostkowa.
Zarówno Rekowscy bez przydomka jak i Wotochowie, notowani byli z szeregiem innych herbów. Pełna lista w haśle Rekowski.